# 天草エアライン

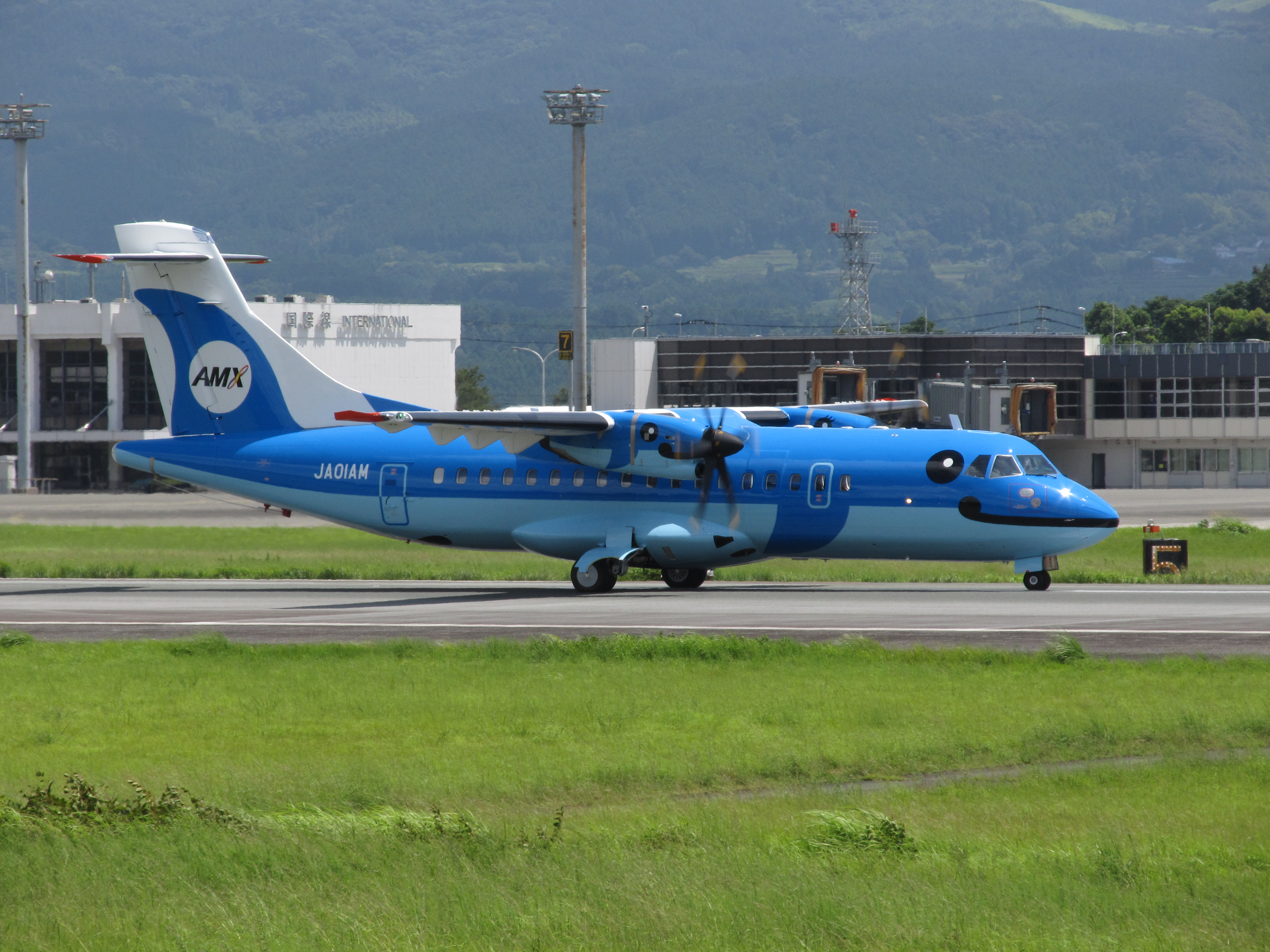
天草エアラインのATR 42-600

天草エアライン株式会社（あまくさエアライン、英: AMAKUSA AIRLINES CO., LTD.）は、熊本県を拠点とする地域航空会社。公式略称はAMX。航空会社コードはAHX。

## 概要
1998年（平成10年）に熊本県（出資比率53.31%）、天草市（同22.92 %）、上天草市（同2.73 %）、苓北町（同1.2 %） 等が出資する第三セクターとして設立。
2000年（平成12年）3月に、天草飛行場開港と同時に運航を開始した。
現在は、天草 - 福岡、熊本線、熊本 - 大阪/伊丹線を運航している。
また、天草飛行場での保安管理業務も当社が行っており、スタッフは保安管理業務や清掃などの複数の業務を担当している
以前は神戸空港や松山空港にも就航していた。
陸路で4時間30分前後かかるところを30分前後の飛行時間で運用していることから、福岡空港線は需要の高い路線となっている。
また、九州新幹線が2011年（平成23年）3月12日に、鹿児島中央駅から熊本駅・博多駅間で開業し、さらに新大阪駅までの直通運転も始まる事から、これに対抗して、所要時間で有利な熊本 - 大阪/伊丹の路線運行を開始した。
運航開始後、赤字が重なり2007年（平成19年）に債務超過寸前まで陥ったが、日本航空の整備部門出身の奥島透が社長に就任し、2009年（平成21年）に黒字転換を果たした。
運航開始以来、保有機材1機のみでの運用を続けている。
2016年（平成28年）2月20日に機材を更新している（詳細後述）。
2015年（平成27年）4月1日からは全便が日本航空との共同運航となった。
2015年11月15日には自社Facebookページにおいて、IATAのコード「MZ」を取得したことを発表。MZは、自社の旅客機の愛称「みぞか」から付けたもので、他に三つあった希望から第一希望を取得したものである。
人口減少社会で利用者の減少が進み、2017年には国土交通省持続可能な地域航空のあり方に関する研究会（座長竹内健蔵東京女子大学教授）で機体の共同保有や、将来の経営統合などを内容とする報告書が出された。2018年3月には最終とりまとめ案が提示された。上記のまとめ案を受けて、2019年10月にはAMX、ORC、JACとANA、JALを組合員とする「地域航空サービスアライアンス　有限責任事業組合」が設立された。
基本的に毎日運航だが、保有機材が1機のみで連日「天草→福岡→天草→熊本→大阪/伊丹→熊本→天草→福岡→天草→福岡→天草」の旅程をこなしている。熊本線・大阪/伊丹線と福岡線1往復は不定期に（月2-3回程度）運休している。航空機の重整備を行う場合、DHC-8で運航していた当時は1か月近く全ての便が運休していた。ATR42へ機材更新後は、自社保有機の重整備を行う期間は日本エアコミューターで運航している同型機を借り入れることとなり、長期間の運休が解消されている。しかし、整備期間中に運航機材が1機という状況は変わらず、その1機が運航中の損傷などによりトラブルが発生した場合は、損傷修復、整備のため数日欠航する事もある。また乗員訓練や審査などでも欠航便が発生することもある。
天草 - 熊本間と熊本 - 大阪/伊丹間は厳密には別路線扱いだが、同日乗り継ぎ（熊本での途中降機不可）に限り適用される「特別乗継割引運賃」が設定されており、天草 - 大阪/伊丹間で一連の搭乗が可能となっている。

## 沿革
- 1998年（平成10年）10月12日 : 設立[4]。[14]
- 2000年（平成12年）3月23日 : 天草飛行場 - 福岡空港、熊本空港線就航[15]。
- 2004年（平成16年）10月1日 : 熊本空港 - 松山空港線就航[16]。
- 2006年（平成18年）4月18日 : 累計搭乗者数50万人達成[17]。
- 2008年（平成20年）
  - 9月1日 : 熊本空港 - 松山空港線休止[18]。
  - 9月4日 : 熊本空港 - 神戸空港線就航[19]。
- 2010年（平成22年）
  - 3月31日 : 熊本空港 - 神戸空港間の貨物取扱業務を終了[要出典]。
  - 10月11日 : 熊本空港 - 神戸空港線廃止[20]。
  - 12月15日 : 熊本空港 - 大阪国際空港（伊丹）線就航[21][22]。
- 2011年（平成23年）9月1日 : 天草住民割引の取扱いを変更[広報 6]。
- 2012年（平成24年）
  - 3月23日 : オンラインゲーム会社のコロプラが開発した位置情報ゲーム『コロニーな生活』上で使用する「乗り物コロカ」付き航空運賃『コロプラ☆AMXきっぷ』を発売[広報 7]。
  - 11月3日 : BSフジで放送されている番組[23]で天草エアラインの新塗装デザインを公募した。新塗装に決定した「親イルカ」「子供イルカ（男の子と女の子）」の愛称を募集開始。
- 2013年（平成25年）
  - 1月30日 : 使用機の新デザインとして描かれる親子イルカの愛称について、親イルカを『みぞか』、子イルカを『かい』君、『はる』ちゃんと発表した。神奈川県と大阪府の女性2人が命名した愛称で、受賞作品に選ばれた。天草エアラインから希望路線のペア往復チケットと、デ・ハビランド・カナダ DHC-8の模型が贈られる[24]。
  - 2月25日 : 新塗装機がデビュー。機体塗装は2月12日から24日にかけて行われ、塗装中は予備機材がない関係で全便が運休となった[25]。
- 2014年（平成26年）
  - 5月20日 : 機材更新としてATR42-600（48人乗り）を新規購入し、2016年1月に導入する方針が明らかにされた[26]。
  - 7月22日 : ATR 42-600をリースでの契約を締結したと発表[27]。
- 2015年（平成27年）
  - 4月1日 : 天草飛行場 - 福岡空港、熊本空港線と熊本空港 - 大阪国際空港（伊丹）線が日本航空とのコードシェア便となる[広報 1][広報 8]。
  - 8月21日 : ATR 42-600（機体記号:JA01AM）が熊本空港へ到着[広報 9]。
  - 8月24日 ：新機材の習熟訓練に伴い、天草飛行場 - 熊本空港 - 大阪国際空港（伊丹）線を運休、天草飛行場 - 福岡空港線を減便[28]（2016年1月末まで）[29]。
- 2016年（平成28年）
  - 2月19日 : ボンバルディアDHC-8-100が退役[8]。
  - 2月20日 : ATR42-600 による定期便運航を開始[8][30][31]。
- 2019年（令和元年）
  - 10月25日 : 地域航空サービスアライアンス有限責任事業組合(EAS LLP)を設立[32]
- 2022年（令和4年）
  - 10月30日：地域航空サービスアライアンス有限責任事業組合のメンバーであるANAとコードシェア便開始[33]

## 就航路線

### 運航路線
| 便名      | 路線      | 路線 | 機材  | コード シェア |
| --------- | --------- | ---- | ----- | ------------- |
| MS101/102 | 天草      | 福岡 | ATR42 | JL、NH        |
| MS105/106 | 天草      | 福岡 | ATR42 | JL、NH        |
| MS107/108 | 天草      | 福岡 | ATR42 | JL、NH        |
| MS201/202 | 天草      | 熊本 | ATR42 | JL、NH        |
| MS801/802 | 大阪/伊丹 | 熊本 | ATR42 | JL            |

コードシェア
- JL-日本航空（JAL）
- NH-全日本空輸（ANA）

### 過去の就航路線
- 熊本 - 松山（2004年10月1日 - 2008年8月31日）
- 熊本 - 神戸（2008年9月4日 - 2010年10月11日）

## 運航機材
旅客機と防災消防ヘリコプターがそれぞれ1機ずつ運用されている。他に日本エアコミューター （JAC）との共通事業機が1機ある。
- ATR 42-600 [36]

自社所有のみぞか号（2代目、機体記号：JA01AM）が存在する。座席数は48席。
「みぞか号」は2016年2月20日より定期便としての商業運航が始まった。親子イルカの描かれた初代「みぞか号」DHC-8のデザインを踏襲している。
みぞか号が整備に入った場合や損傷事故を起こした場合は、JAC共通事業機（JAC保有機）による運航になる。
なお、JACのATR42の全機が共通事業機の対象になっているわけではなく、JA01JC・JA03JC・JA04JCのうちのいずれかが貸し出される。
JACとAMXは、2015年度から整備の合理化などにおいて協力体制を構築しており、リース中にはJACとAMXの協力体制を表現したデカールが貼り付けられる。
- ユーロコプター AS365N3

ひばり 機体記号：JA90MT
天草エアラインが整備・運用を行っている、熊本県防災消防航空隊の消防防災ヘリコプター。
- ATR42-600 「みぞか号」
- ATR42-600の機内
- 「みぞか号」の整備中に使用される、JACのATR42-600
- 熊本県防災消防航空隊の「ひばり」

### 機材更新について
2011年度の時点で2億3900万円の整備費がかかっていた当時の使用機（DHC-8）が、2014年にはさらに整備費が大幅に増加する時期を迎える為、機材更新の検討に入ったことが2012年12月12日に報じられた。機材の選定にあたっては、DHC-8やリージョナルジェットと比べ、低騒音、省燃費、機体価格の安さをセールスポイントとしているATR社製・ATR 42が候補に挙がり、2014年5月にATR42-600（48人乗り）の購入と2016年就航が発表された。
機材の購入費用について、熊本県天草市の安田公寛市長（当時）は「熊本県と協議はするが、天草市単独でも購入する覚悟がある」と話しており、財源には合併特例債の基金を検討している。
一方、筆頭株主である熊本県の蒲島郁夫知事は「機材更新は地元、空港整備は県ということで協議してきた。これまで通りの方針で進めていただきたい」と述べ、購入費の県負担を否定している。
2014年7月22日にデンマークのノルディック・アビエーション・キャピタル社とリース契約。2015年8月13日に受領(機体記号JA01AM)。8月16日にトゥールーズからフェリーフライトし21日に熊本空港に到着。2016年2月20日より定期便運航に導入した。

### 退役機材
- ボンバルディア DHC-8-103

みぞか号 機体記号：JA81AM。座席数は39席。
2000年3月の運航開始当初より使用している機材。運輸省（現国土交通省）は最低1,300m（天草空港の滑走路は1,000m）の滑走路が必要としていたが、日本トランスオーシャン航空の協力で1,000mの滑走路でも問題ないということを運輸省に説得を行った。
2013年2月より、「みぞか号」として機体塗装を変更した。機体塗装は、跳ねるイルカのシルエットと、海と空をイメージした波模様。BSフジで放送されている番組『小山薫堂 東京会議』で天草エアラインの新塗装デザインを公募した。デザイン料も整備費として熊本県が補助した。
ATR42-600の導入に伴い、2016年2月19日を最後に運航終了した。退役後はノルディック・アビエーション社に売却され、ノルウェーのフライバイキング（機体記号：LN-FVC）で使用の後、2018年現在ではAvmax Group所属となっている。2021年4月よりオーリックエアにて運用中。
退役したDHC-8（JA81AM）の画像
- 旧塗装（2000年〜2013年）
- 新塗装「みぞか号」（2013年〜2016年）

## サービス

### 運賃
インターネットで予約可能な運賃は、「普通運賃（大人・小児）」・「早勝28」（熊本〜大阪間のみ）・「早勝7」・「早勝1」・天草住民割引となっている。照会時点で設定のある運賃のみ表示される。搭乗日の2ヶ月前の同一日午前9時より予約を開始し、締切りは該当便出発の20分前までである。小児（3～11歳）を同伴する大人が、普通運賃を利用の場合、大人と小児を同時に予約が可能だが、割引運賃の場合は、予約後、天草エアライン予約センターへ連絡し、同伴する小児の座席を予約する必要がある。オンラインでの運賃支払いは、クレジットカード、またはコンビニエンスストア決済が可能となっている。
『天草住民割引』がある。搭乗日における現住所が、熊本県天草市・上天草市・天草郡苓北町の乗客が利用可能である。航空券購入時、およびチェックイン時に、現住所が証明できる公的な書類（運転免許証・保険証・住民票等）の提示が必要となっている。
旅行会社とは異なる独自の団体割引運賃の設定がある。利用条件は、同一便利用の10名以上（ただし12歳以上で、責任ある代表者によって引率されるグループ）で、予約受付期間は、搭乗6ヶ月前〜14日前まで。
2014年1月27日 - 3月20日の平日限定で「1日親子イルカ号パラダイス運賃」を設定していた。天草エアラインの全行程10区間（または福岡始終着の8区間）を完乗するものである。運賃は10区間が15000円、8区間が10000円に設定され、途中降機した場合は全搭乗区間の普通運賃を支払わなければならない。2018年1 - 3月にも「乗るだけ運賃」として同様の企画が復活、運賃は10/8/6区間とも一律10000円に設定された。

### 予約システム
2010年3月1日より、予約システムが大幅に変更された。天草エアラインでは、就航当初から電話による予約が主で、天草エアラインの社員が個別に対応していた。料金の支払い方法も、クレジットカードの番号を口頭で伝えるか、空港の天草エアラインカウンターでの現金決済が大半を占めており、予約データの管理も、手作業で行っていた。新予約システムでは、天草エアラインのインターネットサイトから、空席照会や予約、クレジットカード決済などが可能になった。現在では携帯電話用のモバイルサイトからも予約等が出来る。

### マイレージサービス
日本国内の航空他社とは、マイレージサービスの面ではいずれも提携しておらず、「AMXポイント」として独自にポイントカードを発行していた。天草エアラインのインターネットサイトからも申し込みが可能になった。「天草～福岡（片道）」「天草～熊本（片道）」を1ポイント、「熊本～大阪（片道）」を2ポイントとして加算し、10ポイントからAMXの航空券と交換出来る。但し、ポイントの有効期限は前回利用日から1年間となっている。日本国内に在住している人のみ、AMXポイントカードの申し込みが可能。
なお、2018年6月より「みぞかポイント」に名称変更・リニューアルされた。

## 貨物
貨物取扱は、天草〜福岡間で行っている。「通常貨物」「貴重品」「生きた動物、遺骨、危険品」のカテゴリーに分けられて料金設定されており、貨物受付場所は、福岡空港ではJAL・日本航空・国内貨物カウンター（貨物ターミナル）、天草飛行場では、天草飛行場カウンターで、搭載予定便の出発時刻60分前まで受付けている。

## トラブル
- 2019年には、機長の一人が病気療養により乗務不可となり、補充や代替のパイロットが手配できず欠航が増えた[45][46][47][48]。同年4月26日には、一機しか無い機材においてエンジン交換が必要なトラブルが発生し、整備に時間がかかるとして4月27日～5月5日の間全便欠航となった[49]。期間中は、協力関係にあるJALが大阪（伊丹）熊本線において機材変更（大型化）ならびに臨時便の設定により対応した[広報 16] が、5月5日以降も欠員を補充出来ず根本的な対応が見通せない状況となった。5月31日には、8月以降大阪（伊丹）熊本線でJAL（運航はJ-Air）とコードシェアを開始すること、および年内12月を目途にJACによる運航乗務員の短期出向派遣/受入や訓練の受委託に関する検討を進め、AMXの運航乗務員（機長）不足の解消に向け取り組むことを発表した[50]。病気療養していた機長は9月初旬に復職、失効した機長資格の再取得のために任用訓練に入り、11月16日以降に乗務に復帰できる見込みがたった。そのため、12月以降はJAL (J-Air)運航便とのコードシェアを終え、大阪（伊丹）熊本線の自社運航再開と、2020年4月以降にJACからの出向機長が就業する見通しを明らかにした[51]。

- 2019年8月1日、天草空港に駐機していた運航機材で燃料タンク内温度の高温を警告する計器が点灯し、空港配備消防車による機体散水により燃料タンク冷却を試みたが、運航可能温度まで冷却できずに天草/熊本/天草/福岡/天草/福岡/天草の計6便が欠航した。同社は前述の運航乗務員の病気療養によって減便運航しており、同日から天草空港で該当機がおよそ3時間駐機する状況になっていた。天草空港には給油施設がなく、他空港で給油した燃料をタンクに積んだまま約3時間格納庫のない天草空港で駐機していたため、想定以上に燃料タンク内温度が上昇したことが原因で運航出来なくなったとされ、対策を検討するとした[52]。2日には天草/福岡往復後、天草に駐機せず熊本へ回航し、空港内の県防災消防航空センターの格納庫に垂直尾翼より前を格納することで燃料タンクを日陰に入れるという措置で対応したが、天草へ再回航して天草/熊本を運航したあと熊本に駐機していたところ、再度燃料タンク内温度が高温になり熊本/天草/福岡/天草の3便が欠航。3日にメーカーのATRから高温運航に関して回答があり、燃料タンク内温度が57度でも運航可能との回答を得たため熊本/天草/福岡/天草の3便は運航されたものの、その前の天草/福岡/天草/熊本の3便は欠航した。メーカーから回答を得たことにより、以降は運航可能とみている[53]。
- 2021年10月14日、熊本空港で乗員訓練中、正午過ぎ空港着陸後、制動装置トラブルにより滑走路から移動できない状況になり、滑走路が閉鎖され同空港目的地で運航中だった機体が複数福岡空港などに代替着陸する事になり、出発前の便で複数欠航となった便もあった。機体は牽引により移動され同日18時から滑走路運用は再開したが、トラブル機は翌日全便欠航し点検後16日から運航復帰した。トラブル機はJACのJA01JCでAMXは自社機定期点検により同年9月17日～10月28日の予定で借用運用していた機体だった[54]。

## 過去のスポンサー活動
- 益城ルネサンス熊本フットボールクラブ -（女子サッカーチーム）2013年 オフィシャルウェアスポンサー[55]

## その他
- 天草飛行場以外での空港業務は、JALグループに委託している。委託空港での予約・発券は当日の便に限られる[要出典]。
- JALグループ各社[広報 17] ・フジドリームエアラインズ(FDA)・ANA[広報 18]便の乗り継ぎに限り手荷物を目的地まで預けることが可能である[広報 19]。その他の航空会社便に関しては、一旦到着空港にて手荷物を受け取り、再度乗り継ぎ便へ預ける必要がある[広報 19]。
- JALグループ各社・ANA・FDAとの乗継ぎには30分以上の乗継時間が必要となっている。
- 国際連合の付属機関である国際民間航空機関（ICAO）において割り当てられている航空会社コードはAHXであり、AMXはメキシコのアエロメヒコ航空に先に割り当てられていた。既存の航空会社コードが他の航空会社に重複付与される事は無く、天草エアラインが使用しているAMXコードは、日本国内線を運航するにあたって便宜上使用している略称である。
- 機内誌は社員の手作りであり、客室乗務員の自己紹介などが書かれている。